# 軍人遺族記章
軍人遺族記章（ぐんじんいぞくきしょう）は、記章のひとつである。

## 概要
戦死した軍人および戦地で傷病し、そのため3年以内に死没した者ならびに陸軍大臣または海軍大臣が前2者に相当すると認めた軍人の遺族中、その親族関係の最も濃厚な1人に授与される。
制式は縦10 cmの紫色絹組紐の中央部位に径25 mm金色金属章（桜花は暗黒色燻）を付する。